# Cantone di Vichy-2
Il Cantone di Vichy-2 è una divisione amministrativa dell'arrondissement di Vichy.
Deriva della ridefinizione del cantone di Vichy-Sud a seguito della riforma approvata con decreto del 27 febbraio 2014, che ha avuto attuazione dopo le elezioni dipartimentali del 2015.

## Composizione
Fino al 2014, come cantone di Vichy-Sud, comprendeva solo la parte meridionale della città di Vichy.
Dal 2015 comprende la parte meridionale della città di Vichy e i 2 comuni di:
- Abrest
- Saint-Yorre